# Elstree
Elstree este un sat în districtul Hertsmere din comitatul Hertfordshire pe autostrada A5, la nord de Londra.
Elstree este cunoscut mai ales pentru prezența aici a studiourilor cinematografice Elstree Studios.

## Personalități
- Sacha Baron Cohen a învățat la școala din Elstree.
- Frank Podmore s-a născut în Elstree.